# كيث لينكولن
كيث لينكولن (بالإنجليزية: Keith Lincoln)‏ هو لاعب كرة قدم أمريكية أمريكي، ولد في 8 مايو 1939 في ريدينغ في الولايات المتحدة.

## وصلات خارجية
- كيث لينكولن على موقع مرجع كرة القدم المحترفة.كوم (الإنجليزية)